# Desmodium
Desmodium är ett släkte av ärtväxter. Desmodium ingår i familjen ärtväxter.

## Bildgalleri

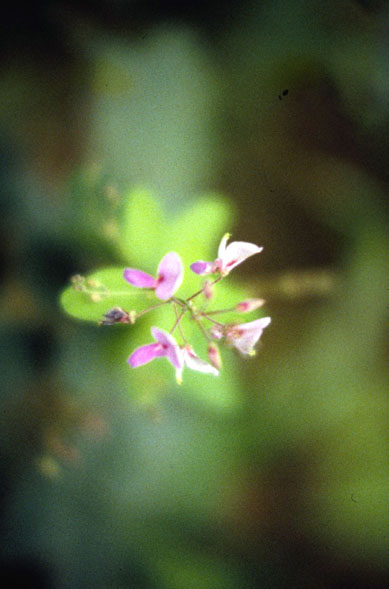
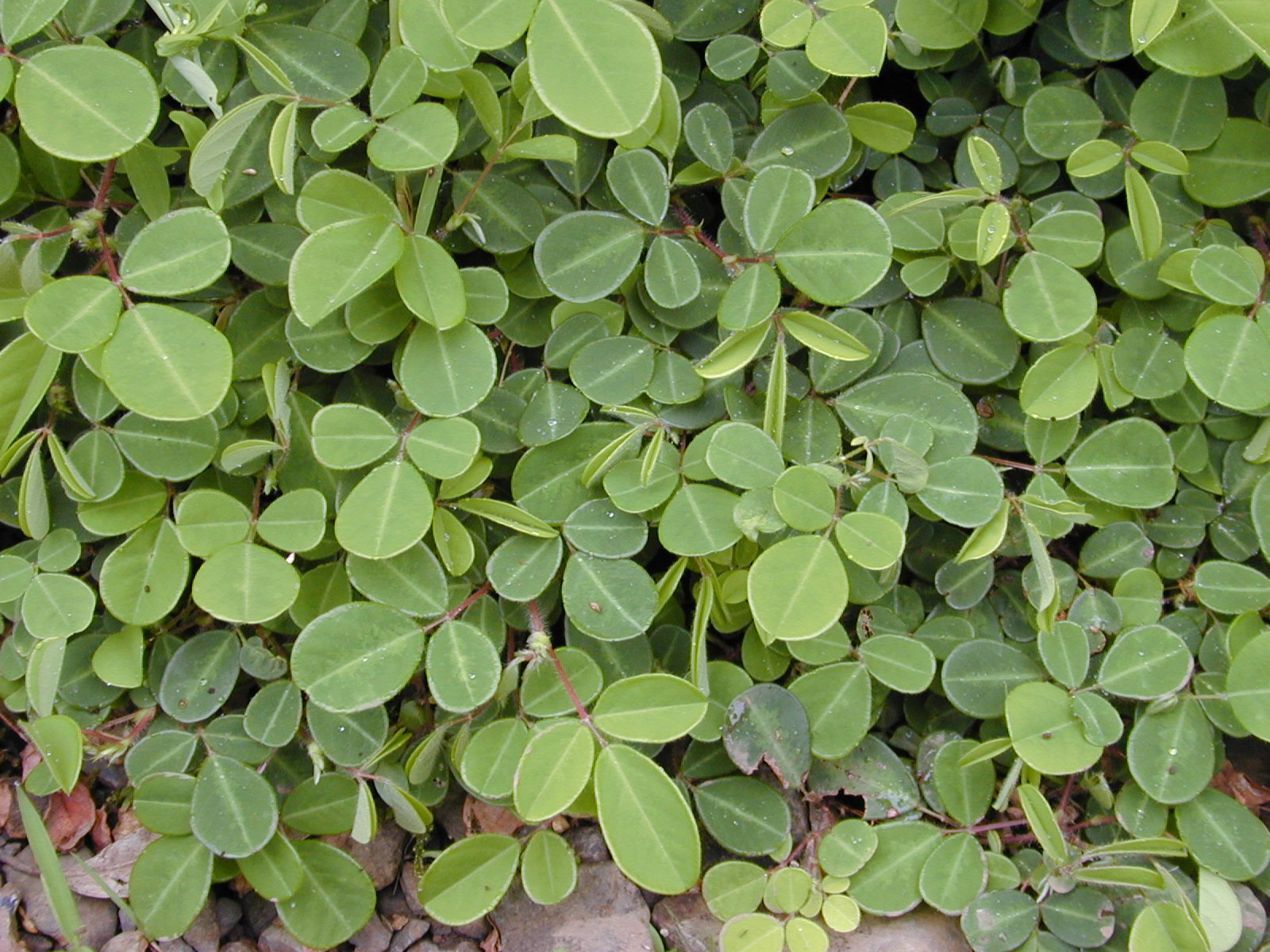
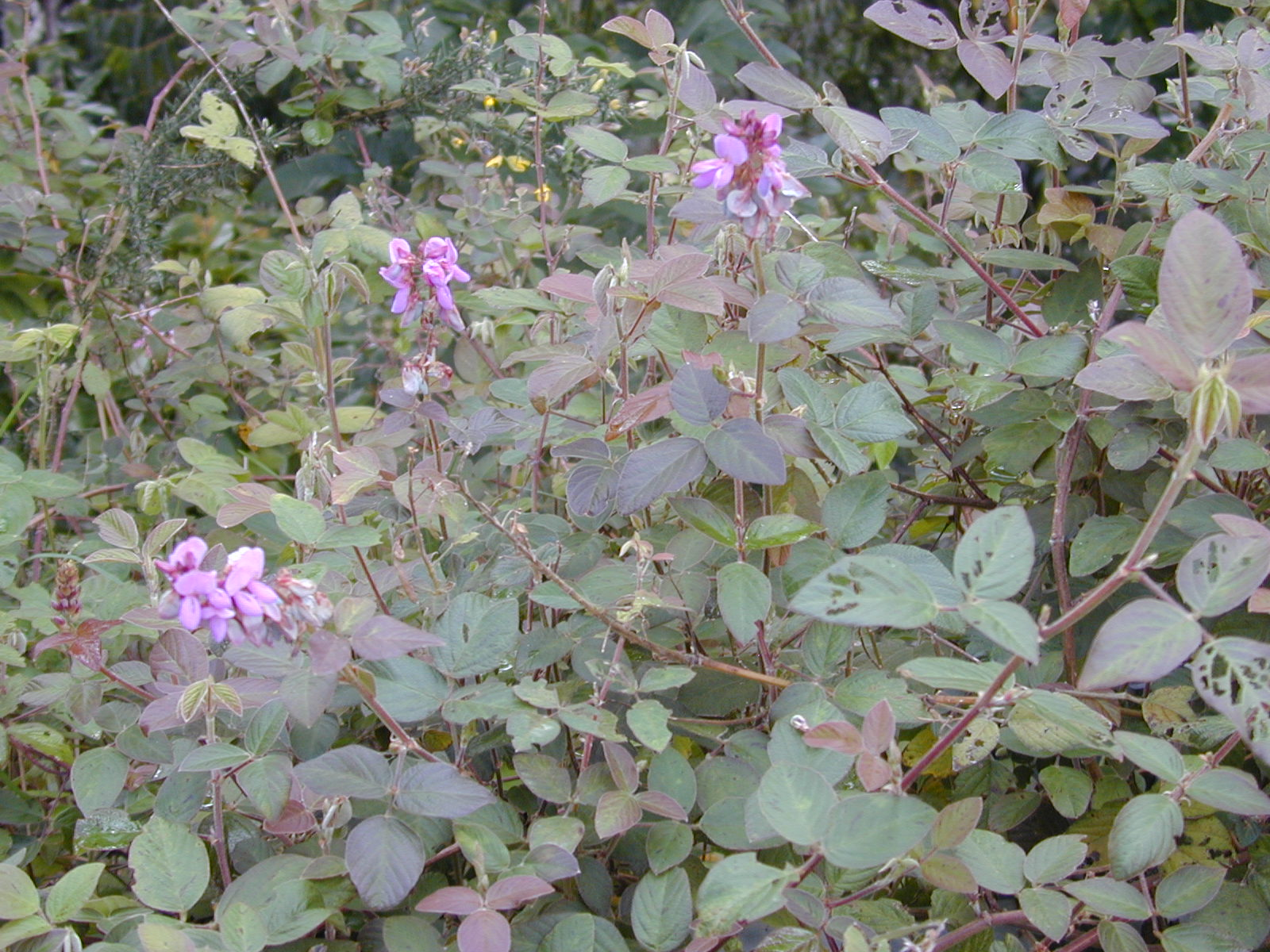
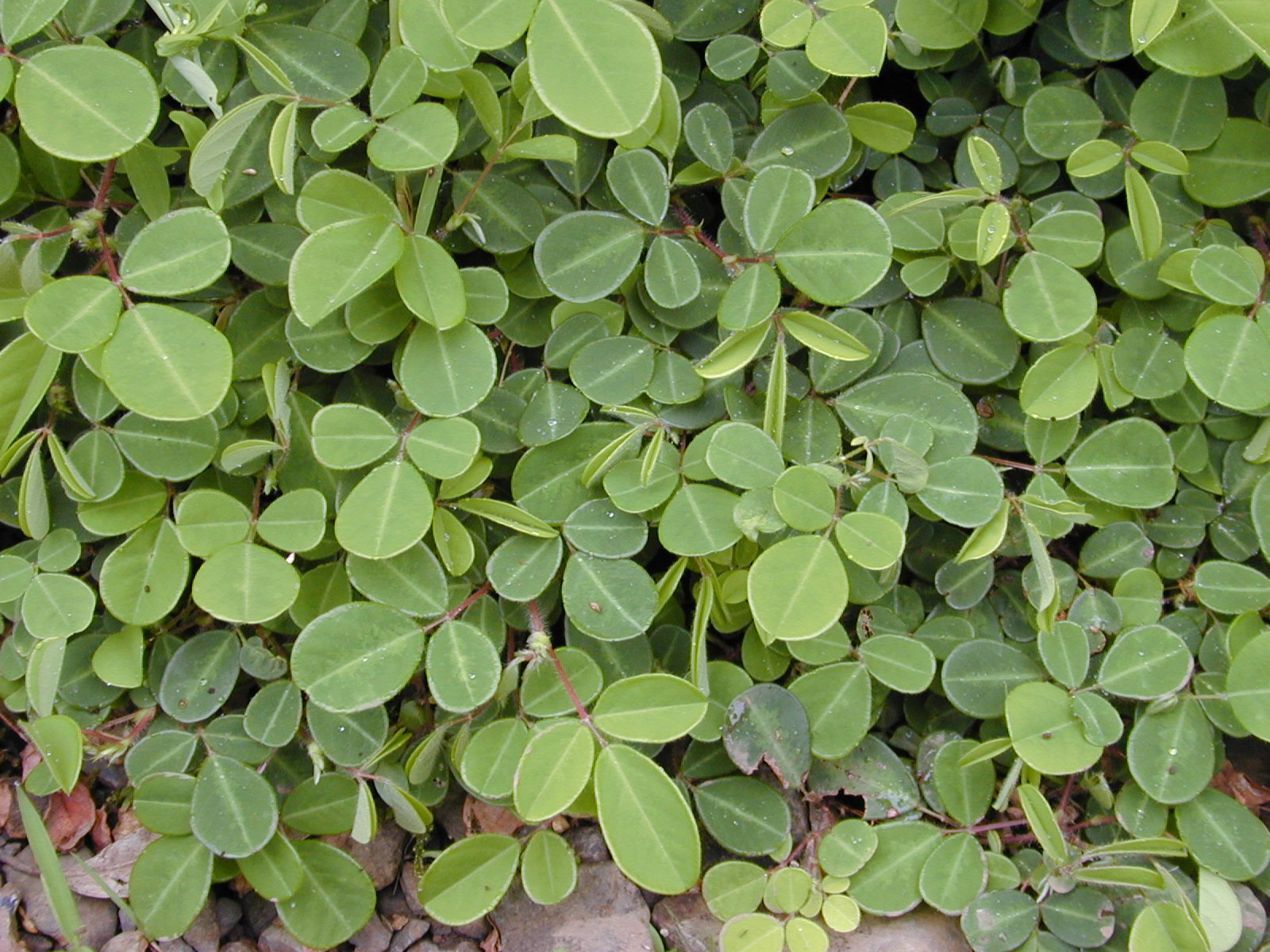
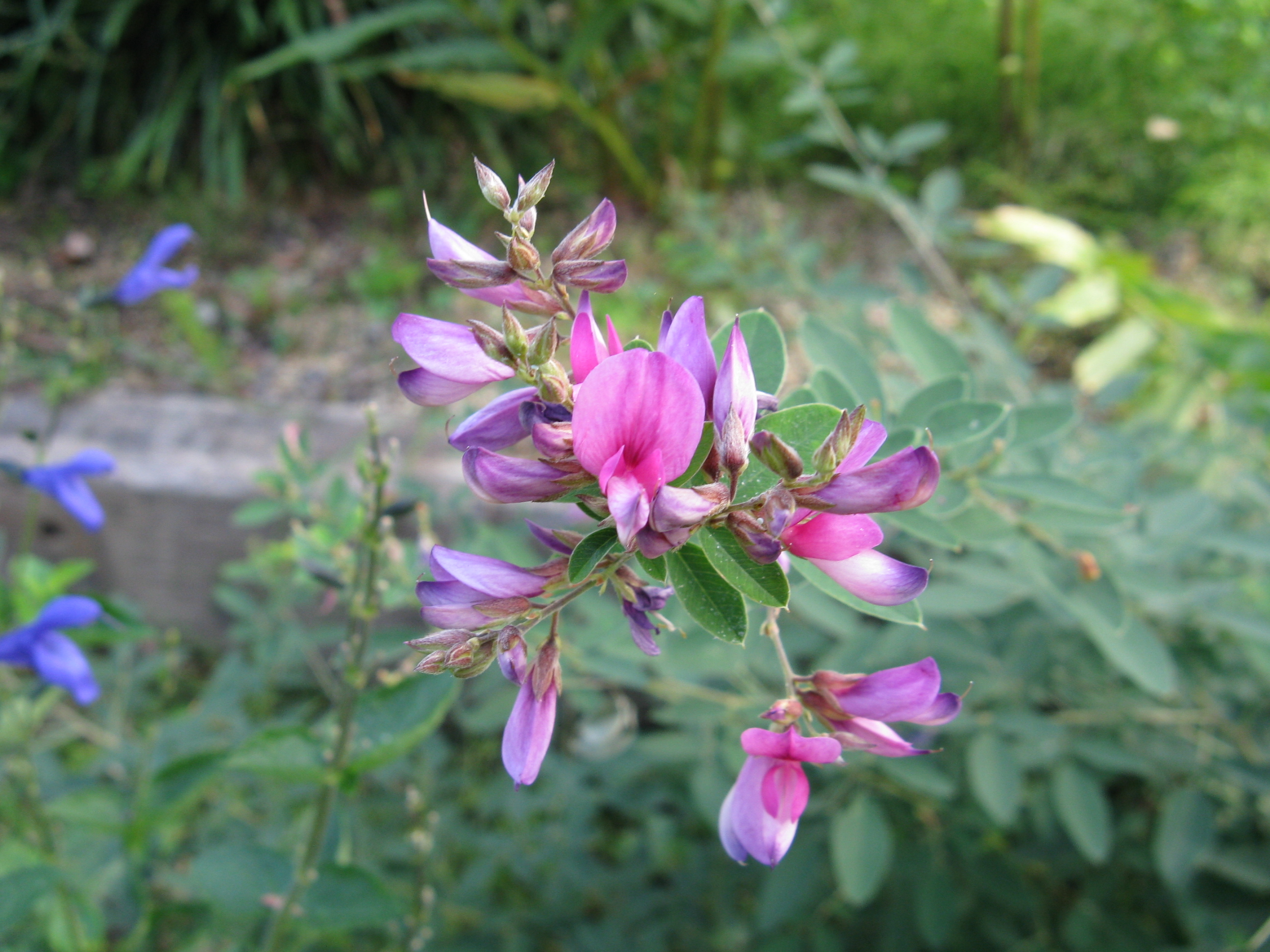
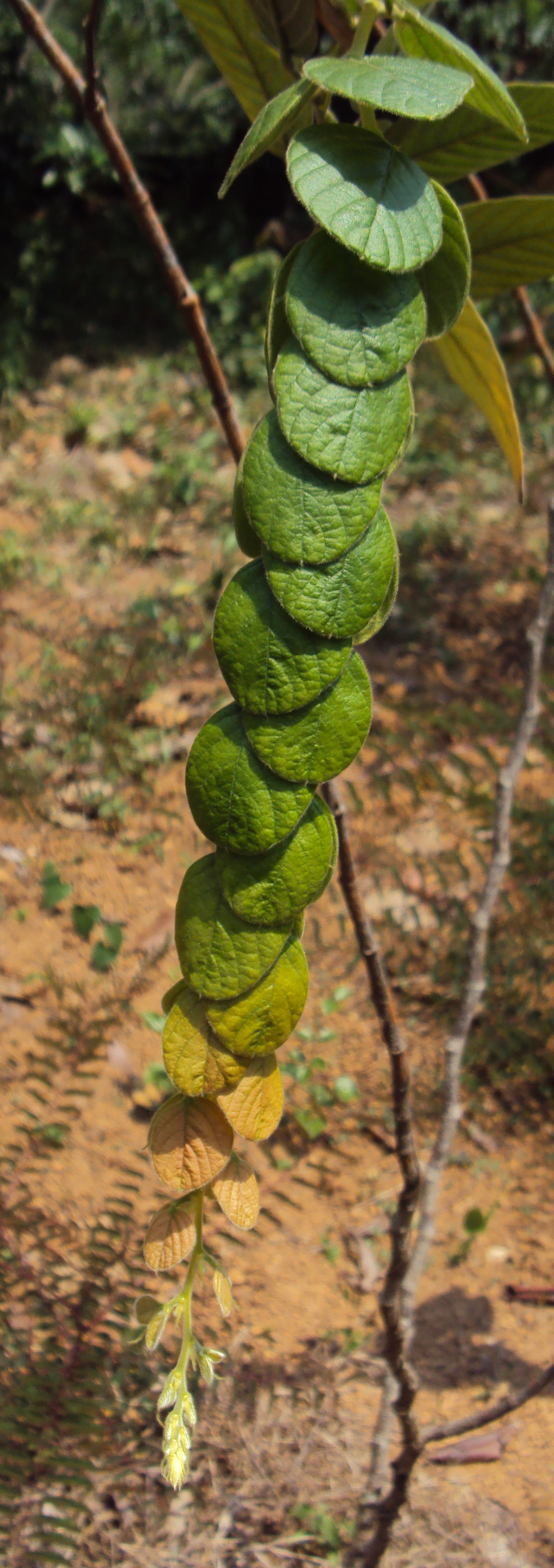

## Dottertaxa tillDesmodium, i alfabetisk ordning[1]
- Desmodium acanthocladum
- Desmodium adscendens
- Desmodium affine
- Desmodium alamanii
- Desmodium alysicarpoides
- Desmodium ambiguum
- Desmodium amethystinum
- Desmodium amplifolium
- Desmodium ancistrocarpum
- Desmodium angustatum
- Desmodium angustifolium
- Desmodium annuum
- Desmodium aparines
- Desmodium appressipilum
- Desmodium arbuscula
- Desmodium arechavaletae
- Desmodium arenicola
- Desmodium arinense
- Desmodium arizonicum
- Desmodium asperum
- Desmodium auricomum
- Desmodium axillare
- Desmodium barbatum
- Desmodium batocaulon
- Desmodium bellum
- Desmodium benthamii
- Desmodium bioculatum
- Desmodium bolsteri
- Desmodium boottii
- Desmodium brachypodum
- Desmodium brachystachyum
- Desmodium bracteatum
- Desmodium brevipes
- Desmodium bridgesii
- Desmodium brownii
- Desmodium cajanifolium
- Desmodium callianthum
- Desmodium callilepis
- Desmodium campylocaulon
- Desmodium campyloclados
- Desmodium canadense
- Desmodium canaliculatum
- Desmodium canescens
- Desmodium caripense
- Desmodium chamissonis
- Desmodium chartaceum
- Desmodium chiapense
- Desmodium ciliare
- Desmodium cinerascens
- Desmodium cinereum
- Desmodium coloniense
- Desmodium concinnum
- Desmodium confertum
- Desmodium conzattii
- Desmodium cordifolium
- Desmodium cordistipulum
- Desmodium craibii
- Desmodium crassum
- Desmodium cubense
- Desmodium cumanense
- Desmodium cuneatum
- Desmodium cuspidatum
- Desmodium delicatulum
- Desmodium delotum
- Desmodium densiflorum
- Desmodium denudatum
- Desmodium dillenii
- Desmodium discolor
- Desmodium distortum
- Desmodium dolabriforme
- Desmodium dregeanum
- Desmodium duclouxii
- Desmodium dutrae
- Desmodium elatum
- Desmodium elegans
- Desmodium ellipticum
- Desmodium fernaldii
- Desmodium ferrugineum
- Desmodium filiforme
- Desmodium flagellare
- Desmodium flexuosum
- Desmodium floridanum
- Desmodium foliosum
- Desmodium fulvescens
- Desmodium gangeticum
- Desmodium ghiesbreghtii
- Desmodium glabellum
- Desmodium glabrescens
- Desmodium glabrum
- Desmodium glareorum
- Desmodium glutinosum
- Desmodium gracile
- Desmodium gracillimum
- Desmodium grahamii
- Desmodium grandiflorum
- Desmodium griffithianum
- Desmodium guadalajaranum
- Desmodium guaraniticum
- Desmodium guianense
- Desmodium gunnii
- Desmodium hannii
- Desmodium harmsii
- Desmodium hartwegianum
- Desmodium hassleri
- Desmodium hayatae
- Desmodium helenae
- Desmodium helleri
- Desmodium hentyi
- Desmodium heterocarpon
- Desmodium heterophyllum
- Desmodium hickenianum
- Desmodium hirtum
- Desmodium hispidum
- Desmodium hookerianum
- Desmodium humifusum
- Desmodium illinoense
- Desmodium incanum
- Desmodium infractum
- Desmodium intermedium
- Desmodium intortum
- Desmodium jaliscanum
- Desmodium johnstonii
- Desmodium jucundum
- Desmodium juruenense
- Desmodium khasianum
- Desmodium kingianum
- Desmodium kulhaitense
- Desmodium laevigatum
- Desmodium lamprocarpum
- Desmodium lavanduliflorum
- Desmodium laxiflorum
- Desmodium leiocarpum
- Desmodium leptoclados
- Desmodium leptomeres
- Desmodium likabalium
- Desmodium limense
- Desmodium lindheimeri
- Desmodium linearifolium
- Desmodium lineatum
- Desmodium lobatum
- Desmodium longiarticulatum
- Desmodium luteolum
- Desmodium macrocarpum
- Desmodium macrodesmum
- Desmodium macropodium
- Desmodium macrostachyum
- Desmodium madrense
- Desmodium marilandicum
- Desmodium maxonii
- Desmodium megaphyllum
- Desmodium metallicum
- Desmodium metcalfei
- Desmodium mexiae
- Desmodium michelianum
- Desmodium michoacanum
- Desmodium micranthum
- Desmodium microphyllum
- Desmodium miniatura
- Desmodium molliculum
- Desmodium monticola
- Desmodium muelleri
- Desmodium multiflorum
- Desmodium nemorosum
- Desmodium neomexicanum
- Desmodium neurocarpum
- Desmodium nicaraguense
- Desmodium nitidum
- Desmodium novogalicianum
- Desmodium nudiflorum
- Desmodium nuttallii
- Desmodium oblongum
- Desmodium occidentale
- Desmodium ochroleucum
- Desmodium oldhamii
- Desmodium oojeinense
- Desmodium orbiculare
- Desmodium orizabanum
- Desmodium ormocarpoides
- Desmodium ospriostreblum
- Desmodium pabulare
- Desmodium pachyrhiza
- Desmodium painteri
- Desmodium palmeri
- Desmodium paniculatum
- Desmodium parkinsonii
- Desmodium parryi
- Desmodium pauciflorum
- Desmodium pedunculatum
- Desmodium perplexum
- Desmodium perrottetii
- Desmodium physocarpos
- Desmodium platycarpum
- Desmodium plectocarpum
- Desmodium plicatum
- Desmodium poeppigianum
- Desmodium polygaloides
- Desmodium polystachyum
- Desmodium prehensile
- Desmodium pringlei
- Desmodium procumbens
- Desmodium prodigum
- Desmodium prostratum
- Desmodium pryonii
- Desmodium pseudoamplifolium
- Desmodium psilocarpum
- Desmodium psilophyllum
- Desmodium pubens
- Desmodium pullenii
- Desmodium purpusianum
- Desmodium purpusii
- Desmodium pycnotrichum
- Desmodium ramosissimum
- Desmodium renifolium
- Desmodium retinens
- Desmodium rhombifolium
- Desmodium rhynchodesmum
- Desmodium rhytidophyllum
- Desmodium riedelii
- Desmodium rigidum
- Desmodium rosei
- Desmodium rotundifolium
- Desmodium rubrum
- Desmodium saccatum
- Desmodium salicifolium
- Desmodium sandwicense
- Desmodium saxatile
- Desmodium scalare
- Desmodium schindleri
- Desmodium schubertiae
- Desmodium schubertianum
- Desmodium schusteri
- Desmodium schweinfurthii
- Desmodium sclerophyllum
- Desmodium scopulorum
- Desmodium scorpiurus
- Desmodium scutatum
- Desmodium securiforme
- Desmodium seleri
- Desmodium sequax
- Desmodium sericeum
- Desmodium sericocarpum
- Desmodium sericophyllum
- Desmodium serotinum
- Desmodium sessilifolium
- Desmodium setigerum
- Desmodium siamense
- Desmodium skinneri
- Desmodium sonorae
- Desmodium spirale
- Desmodium stenophyllum
- Desmodium stolzii
- Desmodium strictum
- Desmodium strigillosum
- Desmodium strobilaceum
- Desmodium styracifolium
- Desmodium subsecundum
- Desmodium subsericeum
- Desmodium subsessile
- Desmodium subsimplex
- Desmodium subspicatum
- Desmodium subtile
- Desmodium sumichrastii
- Desmodium sylvicola
- Desmodium tanganyikense
- Desmodium tastense
- Desmodium tenax
- Desmodium tenuifolium
- Desmodium tenuipes
- Desmodium teres
- Desmodium tiwiense
- Desmodium tortuosum
- Desmodium triarticulatum
- Desmodium trichocaulon
- Desmodium trichostachyum
- Desmodium triflorum
- Desmodium tweedyi
- Desmodium uncinatum
- Desmodium urarioides
- Desmodium wade
- Desmodium vargasianum
- Desmodium varians
- Desmodium weberbaueri
- Desmodium velutinum
- Desmodium venosum
- Desmodium venustulum
- Desmodium venustum
- Desmodium whitfordii
- Desmodium vidalii
- Desmodium wigginsii
- Desmodium williamsii
- Desmodium violaceum
- Desmodium virgatus
- Desmodium viridiflorum
- Desmodium wittei
- Desmodium volubile
- Desmodium wrightii
- Desmodium wydlerianum
- Desmodium xylopodium
- Desmodium yungasense
- Desmodium yunnanense
- Desmodium zenkeri
- Desmodium zonatum